# ダン・オバノン
ダニエル・トマス・オバノン（Daniel Thomas O'Bannon、1946年9月30日 - 2009年12月17日）は、アメリカ合衆国ミズーリ州セントルイス出身の脚本家、映画監督、俳優、特殊効果スタッフ。

## 略歴
リドリー・スコット監督のSFホラー映画『エイリアン』の脚本家として、また、監督デビュー作品であるコミカルなゾンビ映画『バタリアン』などで知られる。
南カリフォルニア大学の映画学科に在籍中の1971年に、ジョン・カーペンターと短編作品『ダーク・スター』を共同制作する。この作品の長編リメイク化により、1976年度サターン賞最優秀特殊効果賞受賞（ダグラス・ナップ、ビル・タイラー、ジョン・カーペンターらと共に）を受賞する。
『エイリアン』や『バタリアン』のコメンタリーなどによると、当初ハリウッドへ来たのは監督になる為だったが、監督になる前に編集を覚えろ、脚本を書いてみろと言われたところ、最初に芽が出たのが『エイリアン』の脚本だった。自身で監督をやりたかったが、リドリー・スコットの手腕に感服したという。『エイリアン』公開時は恐怖のあまり自宅に引きこもっていたところを呼び出され、行列や拍手喝采の状況を見て涙が止まらなかったと語っている。
晩年は長らくクローン病になり長期の闘病治療を行ってきたが、合併症により2009年12月17日、ロサンゼルス市内にて死去。63歳没。

## 主な作品
- ダーク・スター Dark Star（1974年）原案・脚本・出演・特殊効果・編集・制作デザイン
- スター・ウォーズ エピソード4/新たなる希望 Star Wars Episode IV A New Hope（1977年）コンピュータアニメーション・グラフィックディスプレイ
- エイリアン Alien（1979年）原案・脚本・ビジュアルデザインコンサルタント
- ゾンゲリア Dead & Buried（1981年）脚本
- ヘビー・メタル Heavy Metal - （1981年）「Soft Landing」と「B-17」の原案
- ブルーサンダー Blue Thunder（1983年）脚本
- スペースバンパイア Lifeforce（1985年）脚本
- バタリアン The Return of the Living Dead（1985年）脚本、監督、声の出演
- スペースインベーダー Invaders from Mars（1986年）脚本
- トータル・リコール Total Recall（1990年）原案・脚本
- ヘルハザード・禁断の黙示録 The Resurrected（1991年）監督
- スクリーマーズ Screamers（1996年）脚本
- ヘモグロビンBleeders（1997年）脚本